# Dury (Somme)
Dury és un municipi francès situat al departament del Somme i a la regió dels Alts de França. L'any 2007 tenia 1.248 habitants.

## Demografia

### Població
El 2007 la població de fet de Dury era de 1.248 persones. Hi havia 388 famílies de les quals 84 eren unipersonals (28 homes vivint sols i 56 dones vivint soles), 132 parelles sense fills, 160 parelles amb fills i 12 famílies monoparentals amb fills.
La població ha evolucionat segons el següent gràfic:
Habitants censats

### Habitatges
El 2007 hi havia 410 habitatges, 386 eren l'habitatge principal de la família, 3 eren segones residències i 21 estaven desocupats. 402 eren cases i 7 eren apartaments. Dels 386 habitatges principals, 336 estaven ocupats pels seus propietaris, 35 estaven llogats i ocupats pels llogaters i 15 estaven cedits a títol gratuït; 6 tenien dues cambres, 34 en tenien tres, 67 en tenien quatre i 279 en tenien cinc o més. 327 habitatges disposaven pel capbaix d'una plaça de pàrquing. A 119 habitatges hi havia un automòbil i a 237 n'hi havia dos o més.

### Piràmide de població

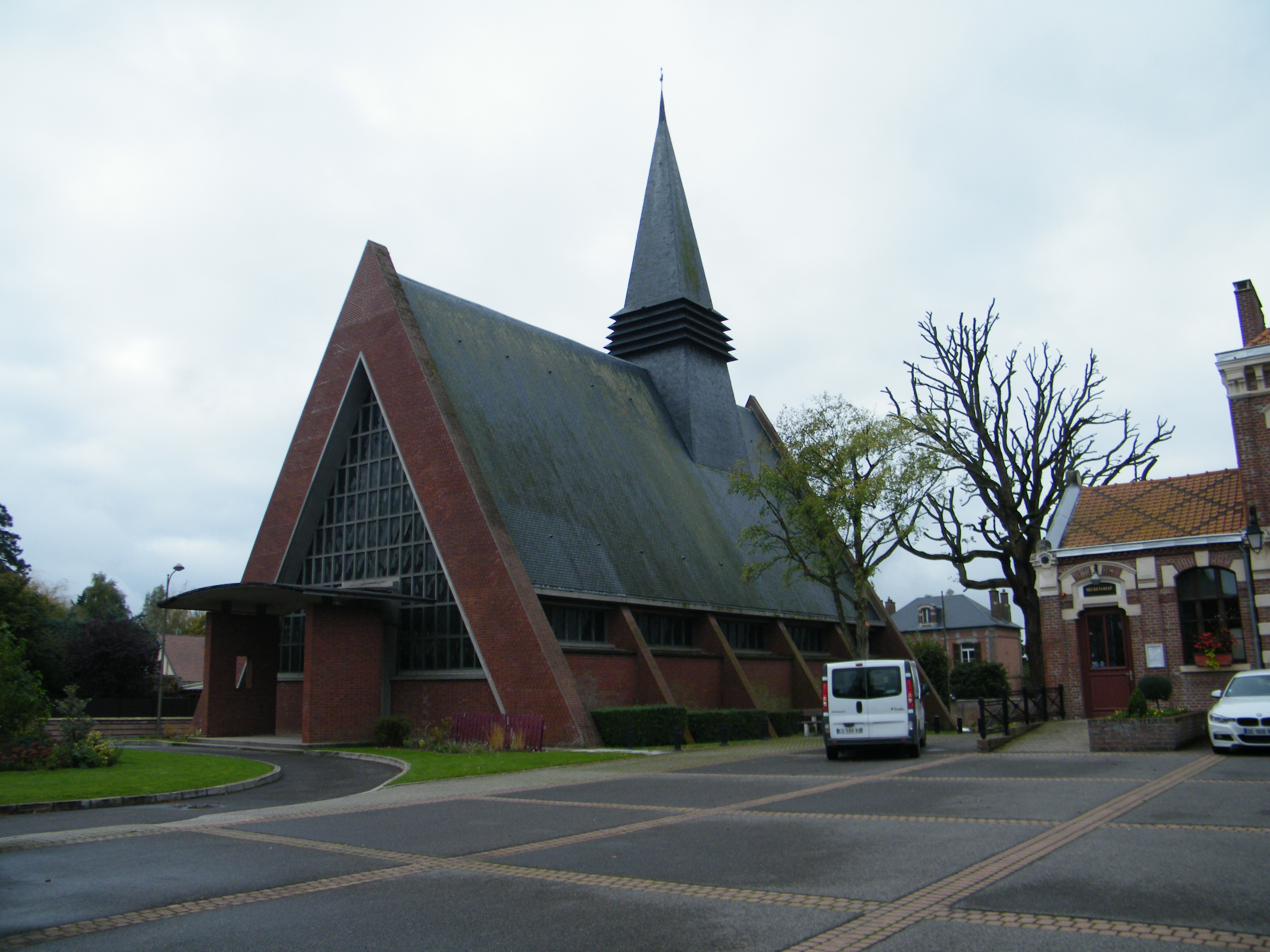

La piràmide de població per edats i sexe el 2009 era:
| Homes | Edats   | Dones |
| ----- | ------- | ----- |
| 4     | 95 o +  | 0     |
| 0     | 90 a 94 | 4     |
| 8     | 85 a 89 | 16    |
| 16    | 80 a 84 | 4     |
| 24    | 75 a 79 | 12    |
| 20    | 70 a 74 | 24    |
| 24    | 65 a 69 | 20    |
| 36    | 60 a 64 | 28    |
| 44    | 55 a 59 | 64    |
| 52    | 50 a 54 | 56    |
| 52    | 45 a 49 | 60    |
| 44    | 40 a 44 | 44    |
| 44    | 35 a 39 | 28    |
| 48    | 30 a 34 | 32    |
| 24    | 25 a 29 | 16    |
| 40    | 20 a 24 | 36    |
| 64    | 15 a 19 | 36    |
| 32    | 10 a 14 | 44    |
| 16    | 5 a 9   | 8     |
| 24    | 0 a 4   | 0     |

## Economia

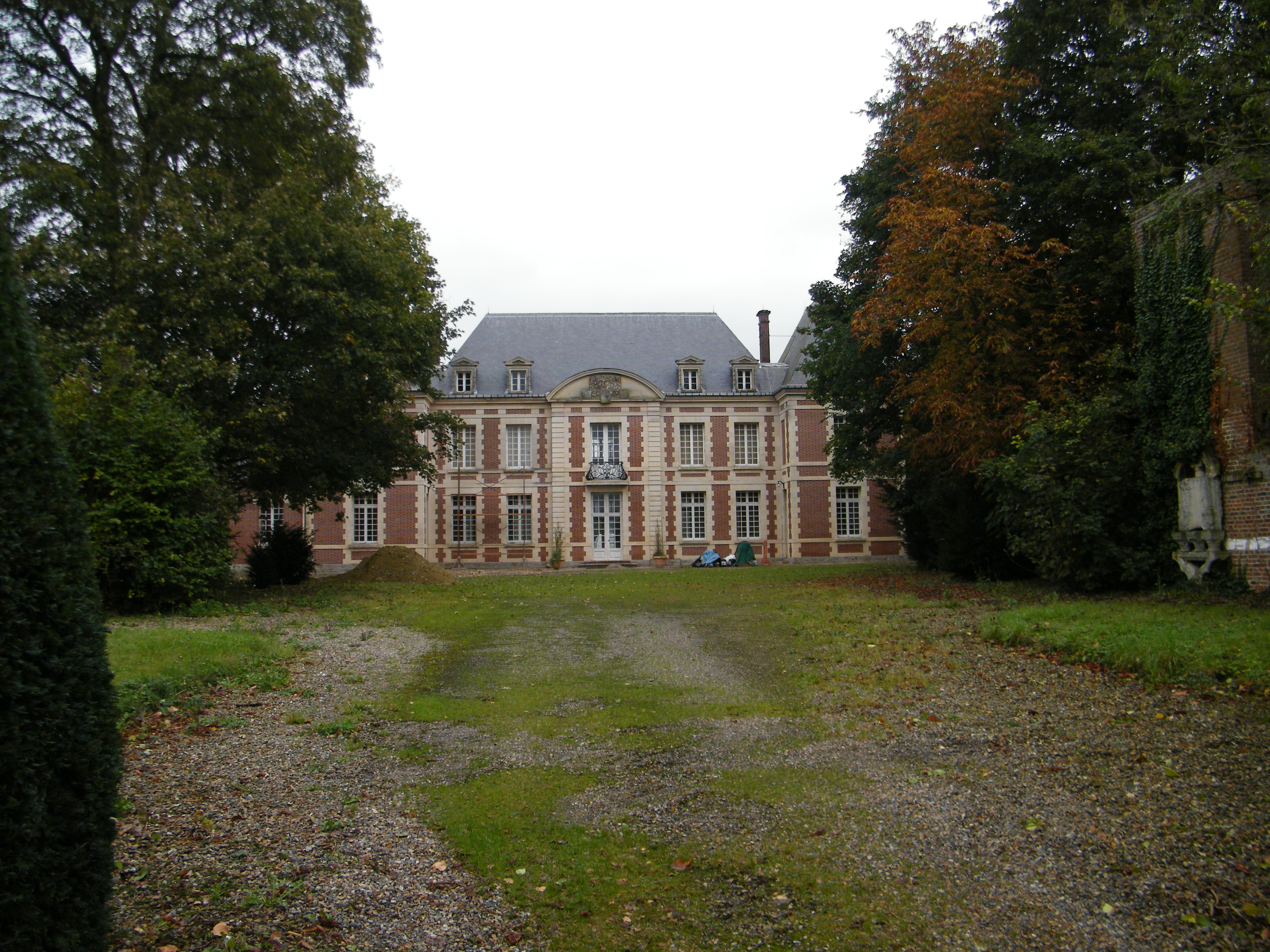

El 2007 la població en edat de treballar era de 880 persones, 450 eren actives i 430 eren inactives. De les 450 persones actives 410 estaven ocupades (227 homes i 183 dones) i 40 estaven aturades (18 homes i 22 dones). De les 430 persones inactives 83 estaven jubilades, 101 estaven estudiant i 246 estaven classificades com a «altres inactius».

### Ingressos
El 2009 a Dury hi havia 421 unitats fiscals que integraven 1.100 persones, la mediana anual d'ingressos fiscals per persona era de 28.264 €.

### Activitats econòmiques
Dels 240 establiments que hi havia el 2007, 1 era d'una empresa alimentària, 1 d'una empresa de fabricació de material elèctric, 7 d'empreses de fabricació d'altres productes industrials, 18 d'empreses de construcció, 86 d'empreses de comerç i reparació d'automòbils, 3 d'empreses de transport, 10 d'empreses d'hostatgeria i restauració, 8 d'empreses d'informació i comunicació, 20 d'empreses financeres, 13 d'empreses immobiliàries, 50 d'empreses de serveis, 10 d'entitats de l'administració pública i 13 d'empreses classificades com a «altres activitats de serveis».
Dels 46 establiments de servei als particulars que hi havia el 2009, 1 era una oficina del servei públic d'ocupació, 1 oficina de correu, 6 oficines bancàries, 6 tallers de reparació d'automòbils i de material agrícola, 1 taller d'inspecció tècnica de vehicles, 2 fusteries, 3 lampisteries, 1 electricista, 7 empreses de construcció, 3 perruqueries, 1 veterinari, 1 agència de treball temporal, 7 restaurants, 2 agències immobiliàries, 1 tintoreria i 3 salons de bellesa.
Dels 40 establiments comercials que hi havia el 2009, 1 era, 1 un hipermercat, 1 un supermercat, 2 fleques, 1 una fleca, 1 una carnisseria, 1 una peixateria, 15 botigues de roba, 3 botigues d'equipament de la llar, 3 sabateries, 2 botigues de mobles, 3 perfumeries, 5 joieries i 1 una joieria.
L'any 2000 a Dury hi havia 12 explotacions agrícoles.

## Equipaments sanitaris i escolars
El 2009 hi havia 2 psiquiàtrics, 1 farmàcia i 1 ambulància.
El 2009 hi havia una escola elemental.
Dury disposava d'un centre de formació no universitària superior de formació sanitària.

## Poblacions més properes
El següent diagrama mostra les poblacions més properes.